# Söderköpings skeppsdocka
Söderköpings skeppsdocka, eller Klevbrinkens skeppsdocka, är en torrdocka, som ligger vid Klevbrinken vid Göta kanal två kilometer väster om Söderköping.
Torrdockan byggdes 1827 som den tredje och största av Göta kanalbolags tre skeppsdockor, tillkommen i första hand för fartygsreparationer. De två övriga ligger i Sjötorp och Motala. Ursprungligen var torrdockan planerad att anläggas öster om Söderköping.
Ångpassagerarfartyget S/S Kinda byggdes i Söderköpings skeppsdocka 1872.
Vid skeppsdockan ligger idag Skeppsdockans camping och vandrarhem Den används vintertid för uppläggning av fritidsbåtar och fartyg i yrkestrafik.